# Simo Olkkoinen
Simo Olkkoinen, troligen död 1661, var en finländsk klok gubbe som åtalades för häxeri.
Han var en bonde som hade rykte om sig att utöva trolldom. Han anlitades av personer för att beskydda boskap mot rovdjur med hjälp av trolldom, och troddes därför också kunna göra motsatsen. Han fick demonstrera sin trolldom inför rätten, och dömdes till döden för trolldom. Häxprocessen mot honom är typisk för de finländska häxprocesserna, som i de flesta fall var en process mot en ensam naturläkare; de flesta blev dock inte dömda till döden, men han var vida omtalad för sin förmåga. Eftersom dokumentationen är försvunnen är det inte känt om domen fullföljdes, men det antas att den gjorde det. 